# Mycale diminuta
Mycale diminuta är en svampdjursart som beskrevs av Sarà 1978. Mycale diminuta ingår i släktet Mycale och familjen Mycalidae. Inga underarter finns listade i Catalogue of Life.